# Sierra-Leone-Halskrausenflughund
Der Sierra-Leone-Halskrausenflughund (Myonycteris leptodon) ist ein in Westafrika verbreitetes Fledertier in der Familie der Flughunde. Die Population galt längere Zeit als Unterart oder Synonym des Kleinen Halskrausenflughundes (Myonycteris torquata). Nach genetischen Studien erfolgte 2013 die Anerkennung als Art.

## Merkmale
Erwachsene Exemplare erreichen eine Kopf-Rumpf-Länge von 88 bis 120 mm, haben 56 bis 67 mm lange Unterarme und wiegen 27 bis 54 g. Ein Schwanz fehlt oder ist nur ein bis zu 13 mm langer Stumpf. Es kommen 14 bis 21 mm lange Hinterfüße und 13 bis 21 mm lange Ohren vor. Typisch für den Kopf sind eine längliche Schnauze, schmale Lippen, große Augen mit brauner Iris, kürzere Ohren als bei anderen Gattungsvertretern und eine einheitliche Färbung. Die namensgebende Halskrause enthält borstige Haare. Ein andersfarbiger Mantel oder epaulettenartige Haarbüschel an den Schultern fehlen. Das dunkle rotbraune bis gelbbraune Fell der Oberseite wird unter der Halskrause und am Kopf heller mit grauen Tönungen. Der Behaarung erreicht Teile der Flügel am Unterarm und die Oberseite der Schwanzflughaut. Unterseits kommt helleres und oft graues Fell vor mit einem wolligen Bereich an der Kehle. Dieser Flughund hat dunkelbraune Flughäute und eine Kralle am zweiten Finger. Im Gebiss sind 34 Zähne vorhanden mit der Zahnformel I 2/2, C 1/1, P 3/3, M 2/3. Der erste obere Molar ist je nach Individuum unterschiedlich groß.

## Verbreitung
Die Art ist von Guinea und Sierra Leone bis ins mittlere Nigeria verbreitet. Sie lebt im Flach- und Bergland zwischen 30 und 1350 Meter Höhe. Der Sierra-Leone-Halskrausenflughund hält sich in felsigen feuchten Wäldern auf und besucht Plantagen, Gärten und Regionen, in denen Wälder und Grasflächen ein Mosaik bilden.

## Lebensweise
Die nachtaktiven Flughunde ruhen am Tage allein oder in kleinen Gruppen im dichten Blattwerk. Zu Beginn der Regenzeit unternehmen sie Wanderungen in nördliche Gebiete, wobei Weibchen eher in die Nähe der Küste zurückkehren. Die Nahrung besteht vorwiegend aus Feigen, Solanum verecundum, Karitébaum, Arten der Gattung Adenia (Passionsblumen), Cola cordifolia (Kolabäume) und teilweise aus anderen Früchten. In Liberia reicht die Fortpflanzungszeit über große Teile des Jahres. Dagegen sind Geburten in Ghana auf März/April sowie Juli/August konzentriert. Ein Weibchen war mit zwei Embryos trächtig.

## Gefährdung
Regional wirken sich Waldrodungen und Forstwirtschaft negativ aus. In Schutzgebieten, wie dem Nationalpark Taï, kommt die Art häufig vor. Die IUCN listet den Sierra-Leone-Halskrausenflughund als nicht gefährdet (least concern).